# 夏目成美
夏目 成美（なつめ せいび、寛延2年1月10日（1749年2月26日） - 文化13年11月19日（1817年1月6日））は江戸時代後期の俳人。幼名は泉太郎。諱は包嘉。初号は八郎治、別号に修行庵、随斎、不随斎、法林庵、贅亭、無辺法界排士、卍齢坊、大必山人、四三山道人、風雲社など。
岩間乙二、鈴木道彦と共に寛政三大家、大島完来、鈴木道彦、建部巣兆と共に江戸四大家と称される。本業は蔵前の札差で、六代目井筒屋八郎右衛門、隠居後儀右衛門を名乗った。

## 生涯
寛延2年（1749年）1月10日、浅草瓦町（台東区浅草橋）に蔵前札差五代目井筒屋八郎右衛門宗成の子として生まれた。兄4人はいずれも夭逝し、5人目として父が高齢での誕生となった。当時の蔵前の札差等は皆俳諧に親しんでおり、宗成の兄伊藤祇明は稲津祇空に師事した俳人であり、その一家も皆俳諧を嗜んでいたため、生まれながらにして俳壇に進む土壌にあった。生まれてから3、4歳まで、夫祇明を寛延元年（1748年）10月4日に喪っていた伯母の下に預けられた。宝暦元年（1751年）夏目家に引き取られる。幼少時は市河寛斎に句読を学んだ。
宝暦13年（1763年）、松庵編『猪武者』に八郎治として入句した。句は「うぐひすの八人芸や谷わたり」。特定の流派には属さず「俳諧独行の旅人」と自称した。
明和元年（1764年）6月1日家督を継ぎ、六代目井筒屋八郎右衛門となる。翌年父宗成は剃髪して今戸に隠棲した。明和3年（1766年）秋、右足に痛風を患った。天明2年（1782年）、病気のため家督を弟庄兵衛に譲ったが、翌年天明3年（1783年）7月22日に死去したため、復職した。
寛政2年（1790年）8月初旬、本所多田森（墨田区東駒形）に別宅宝法林庵を構えた。寛政7年（1795年）0月23日常住し、10月頃軒端続きに贅亭を構えた。
寛政10年（1798年）に江戸に出て本所相生町五丁目裏長屋に住んでいた小林一茶の朝食を賄う一方、留守番や仏画の手入れを手伝わせた。
文化11年（1814年）夏、子息に請われて浅草瓦町の本宅近くに移住したが、翌年10月5日夜より病を患った。文化13年（1816年）春から夏にかけて小康があったが、9月中旬喘息の発作が起こり、11月19日暁死去した。享年は父と同じく68であった。法号は等覚院成美日済居士。墓所は下谷車坂町蓮華寺（現在豊島区駒込に移転）。

## 作品
俳諧は文人らしい風雅感と繊細さを特徴とする。様々な書籍の序跋を認め、古い俳書にも通じていた。筆まめであり、天理大学附属天理図書館に安永8年（1779年）から寛政12年（1800年）までの句日記が残されている。
- 『杉はしら』安永8年（1779年） - 安永10年（1781年）
- 『いかに／＼』安永10年（1781年） - 天明2年（1782年）
- 『あかつき』 天明2年（1782年） - 天明4年（1784年）
- 『手ならひ』天明4年（1784年） - 天明6年（1786年）
- 『一陽集』天明6年（1786年） - 天明8年（1788年）
- 『谷風草』天明9年（1789年） - 寛政2年（1790年）
- 『厚薄集』寛政2年（1790年） - 寛政4年（1792年）
- 『随斎句藻』寛政5年（1793年） - 寛政6年（1794年）
- 『随斎句藁』寛政7年（1795年） - 寛政10年（1798年）
- 『はらはら傘』寛政10年（1798年） - 寛政12年（1800年）

これらから秀句が『成美家集』『続成美家集』に集められ、これを基に没年の文化13年（1816年）中村屋武兵衛から『成美家集』が出版された。
その他の著書に以下の著作などがある。
- 『七部集纂考』
- 『随斎諧話』
- 『四山藁』
- 『糂汰瓶』弟庄兵衛吟江と共編
- 『浅草はうご』
- 『一夜流行』
- 『浅草』

近代には『俳家成美全集』（明治33年（1900年））、『夏目成美全集』（昭和58年（1983年））が出た。

## 家族
過去帳より先祖代々の法号と没年が分かっている。
1. 浄鉄居士 慶安元年（1648年）7月1日没
2. 月岑道照信士 天和2年（1682年）7月14日没
3. 法林院義門日道比丘 享保16年（1731年）6月12日没
4. 遍照院宗天日明 元文3年（1738年）7月4日没
5. 蓮華院宗成日登居士 明和9年（1772年）2月19日没

父宗成は浅草天王町伊藤源兵衛の三男に生まれ、もと三次郎といい、井筒屋に婿養子として入った。俳号は一雨、快哉楼、随時庵など。辞世は「何かよい国へたつ日も絹座敷」。太鼓や音曲を好む豪快な人柄で、京の女郎おあいを約700両で身請し、浅草茅町に油見世を出したが、梅毒で死去したという。
- 先妻：木屋氏 - 安永2年（1773年）冬頃成婚。安永4月（1775年）10月30日死去。
  - 長男： - 安永4年（1775年）春生。幼名は八太郎。名は包好、後に包寿。号は巻斎。
- 後妻：米津氏 - 天明5年（1785年）頃成婚。
  - 次男 - 幼名は久次郎。名は包昌。号は楓亭。斎藤家を継いだ。
  - 長女：糸 - 天明8年（1788年）生、寛政5年（1793年）6月23日没。法号は知旭妙宏童女。
  - 次男 - 寛政7年（1795年）生。名は包徳。号は諌圃。米津氏を名乗った。
  - 三男 - 文化11年（1814年）頃生。名は成延。
  - 次女：せい

かつて五明楼の大立者だった女を妾にしていたというが、後妻のことか詳細不明。文化初年頃養っていた娘がいたが、せいを指すものか他家からの養女か不明。
井筒屋夏目家は後に衰退し、明治19年（1886年）断絶した。